# Barbie Mariposa e la principessa delle fate
Barbie Mariposa e la principessa delle fate (Barbie Mariposa & the Fairy Princess) è un film d'animazione del 2013 diretto da William Lau, e distribuito direttamente per il mercato home video. È il 25° film di Barbie ed è il sequel di Barbie Mariposa.

## Trama
(Prologo)
Mariposa, che dopo la sua ultima avventura è stata nominata Storica di Corte, viene scelta dalla Regina e suo figlio Carlos come ambasciatrice di pace per ristabilire la pace tra il regno di Flutterfield e quello di Shimmerville: secoli addietro, le fate farfalle e le fate cristallo erano alleate, ma il re delle fate cristallo accusò le prime di aver rubato la Cristallite (fonte naturale di energia del regno che illumina e dà energia a qualsiasi cosa): le fate farfalle negarono, le fate cristallo non credettero alle loro parole e tutti iniziarono ad essere sempre più adirati l'uno con l'altro finché le due fazioni dichiararono di essere eterne nemiche, giurando di non parlarsi mai più; nei secoli, ciascuno dei due regni sparse dicerie sull'altro. Mariposa sarà ospite della famiglia reale per dimostrare a tutti che le fate farfalle e le fate cristallo possono essere amiche; in sua assenza, sarà l'amica Willa a occuparsi della biblioteca reale. Inizialmente Mariposa non è convinta di poter adempiere al suo compito, ma Carlos la incoraggia e le dona un fiore luminoso che contiene la magia più preziosa di Flutterfield: se avesse dei dubbi basterà guardarlo brillare per ricordarsi dei suoi amici.
Mariposa, accompagnata dalla pallina di pelo Zee, viene scortata dalla fata cristallo Talayla verso Shimmerville e il palazzo reale dove alloggerà, presentandola al re Regellius e alla principessa Catania: il primo si mostra diffidente verso di lei, mentre con la principessa stringe subito amicizia; Mariposa scopre da un libro che agli stranieri è vietato toccare la Cristallite, soprattutto il Cristallo del Cuore, il più potente di tutta Shimmerville. Il giorno seguente Mariposa viene presentata al popolo di Shimmerville, ma gli abitanti non si fanno vedere per timore; verrà presto celebrato il Ballo di Cristallo, nel quale Mariposa è certa che potrà convincere i cittadini di Shimmerville e il re che le fate farfalle e le fate cristallo possono andare d'accordo. Nel frattempo, la malvagia fata Gillion sta preparando la sua vendetta con l'obiettivo di spegnere per sempre la luce di Shimmerville.
Un giorno Catania mostra a Mariposa il Cristallo del Cuore e le Cascate di Cristallo. In seguito le racconta un episodio avvenuto otto anni prima, quando aveva otto anni: mentre stava facendo un pic-nic col padre, entrambi notarono una vecchia signora (Gillion) rovistare in cerca di un pezzo di Cristallite ma, quando re Regellius rifiutò di consegnarglielo, Catania venne quasi rapita da Gillion e dal suo scagnozzo Boris, ma suo padre riuscì a salvarla in tempo e Gillion giurò vendetta; purtroppo Catania si ruppe le ali, e anche se col tempo guarirono non volò più, preferendo farsi accompagnare dalla sua fedele giumenta alata Sylvie. Inoltre Mariposa capisce il vero motivo del suo arrivo nel regno: credendo che le fate farfalle siano delle guerriere, il re vuole che Mariposa insegni le loro tecniche di combattimento. Come segno di amicizia, Catania le dona il suo ciondolo con la Cristallite, mentre Mariposa le dona il suo fiore luminoso.
Durante il Ballo di Cristallo, i presenti notano il ciondolo con la Cristallite indossato da Mariposa credendola una ladra, e nonostante Catania ammetta di averglielo dato lei dopo essere andate alle Cascate di Cristallo, re Regellius la caccia dal regno; poco dopo arriva Gillion, la quale pietrifica tutti i cristalli di Shimmerville (compreso il Cristallo del Cuore) e i suoi abitanti. Tuttavia, grazie alle parole di Mariposa, Catania riesce a superare il suo timore di volare nuovamente dopo il trauma subìto e, insieme alla stessa Mariposa e al fiore luminoso, riesce a salvare il regno riportando il Cristallo del Cuore alla normalità, e di conseguenza il resto della Cristallite; sia Catania che Mariposa vengono ricompensate dal Cristallo del Cuore con un nuovo paio di bellissime ali. Re Regellius vorrebbe distruggere Gillion, ma Catania rifiuta e ammette che, pur non potendo ignorare le malefatte di Gillion, non sarebbe giusto farle del male e ricordando che tutto ebbe inizio perché suo padre si rifiutò di consegnarle un pezzo di Cristallite, benché il regno ne avesse una scorta praticamente infinita. Catania perciò perdona Gillion dandole la possibilità di ricominciare e donandole la sua collana di Cristallite: dopo averla indossata, Gillion ringiovanisce, si scusa per le sue azioni e spera di essere all'altezza della sua fiducia. Il re si congratula con la figlia per aver dimostrato saggezza e comprende di aver giudicato male Mariposa; viene dunque ristabilita la pace e l'amicizia tra i regni di Shimmerville e Flutterfield, e viene organizzato un ballo durante il quale re Regellius consegna alla regina Marabella una collana di Cristallite e il principe Carlos invita Mariposa a danzare insieme.
(Frase del principe Carlos, e di Barbie dopo i titoli di coda)

## Canzoni
Le canzoni della colonna sonora sono pubblicate da Mattel Rhapsody (ASCAP) e KPM APM (APM Music).
1. Only A Breath Away – 3:04
Scritta da Amy Powers, Gabriel Mann, Rob Hudnut
Prodotta da Gabriel Mann
2. Fly High – 3:02
Traccia strumentale
Composta da Jeremy Peter Godfrey, Paul Dominic Plant, Ian Walsh
Prodotta da Gabriel Mann
3. Be A Friend – 2:42
Scritta da Jeannie Lurie, Gabriel Mann, Rob Hudnut
Cantata da Alana Hyland
Prodotta da Gabriel Mann

## Doppiaggio
| Personaggio         | Doppiatore originale | Doppiatore italiano |
| ------------------- | -------------------- | ------------------- |
| Mariposa            | Kelly Sheridan       | Emanuela Pacotto    |
| Principessa Catania | Maryke Hendrikse     | Ludovica De Caro    |
| Willa               | Tabitha St. Germain  | Giovanna Papandrea  |
| Zee                 | Tabitha St. Germain  | (originale)         |
| Gillion             | Kathleen Barr        | Caterina Rochira    |
| Anu                 | Kathleen Barr        | (originale)         |
| Talayla             | Mariee Devereux      | Deborah Morese      |
| Principe Carlos     | Alessandro Juliani   | Marco Benedetti     |
| Regina Marabella    | Jane Barr            | Elda Olivieri       |
| Lord Gastrus        | Alistair Abel        | Diego Sabre         |
| Re Regellius        | Russel Roberts       | Riccardo Rovatti    |
| Boris               | Sam Vincent          | Davide Garbolino    |

## Prequel
- Barbie Mariposa e le sue amiche fate farfalle, regia di Conrad Helten (2008)